# الوقبا
الوقبة أو الوقبى أو الوقبا أو الوكبة هي منطقة سعودية فيها آبار في شمال غرب محافظة حفر الباطن، بشمال المنطقة الشرقية شمال شرق السعودية، كانت سابقاً في الزاوية الجنوبية للمنطقة المحايدة بين السعودية والعراق. فيها ست آبار خرايج غزيرة عمقها 45 متراً، بئران عذبتان وأربع مالحة